# ترافیک

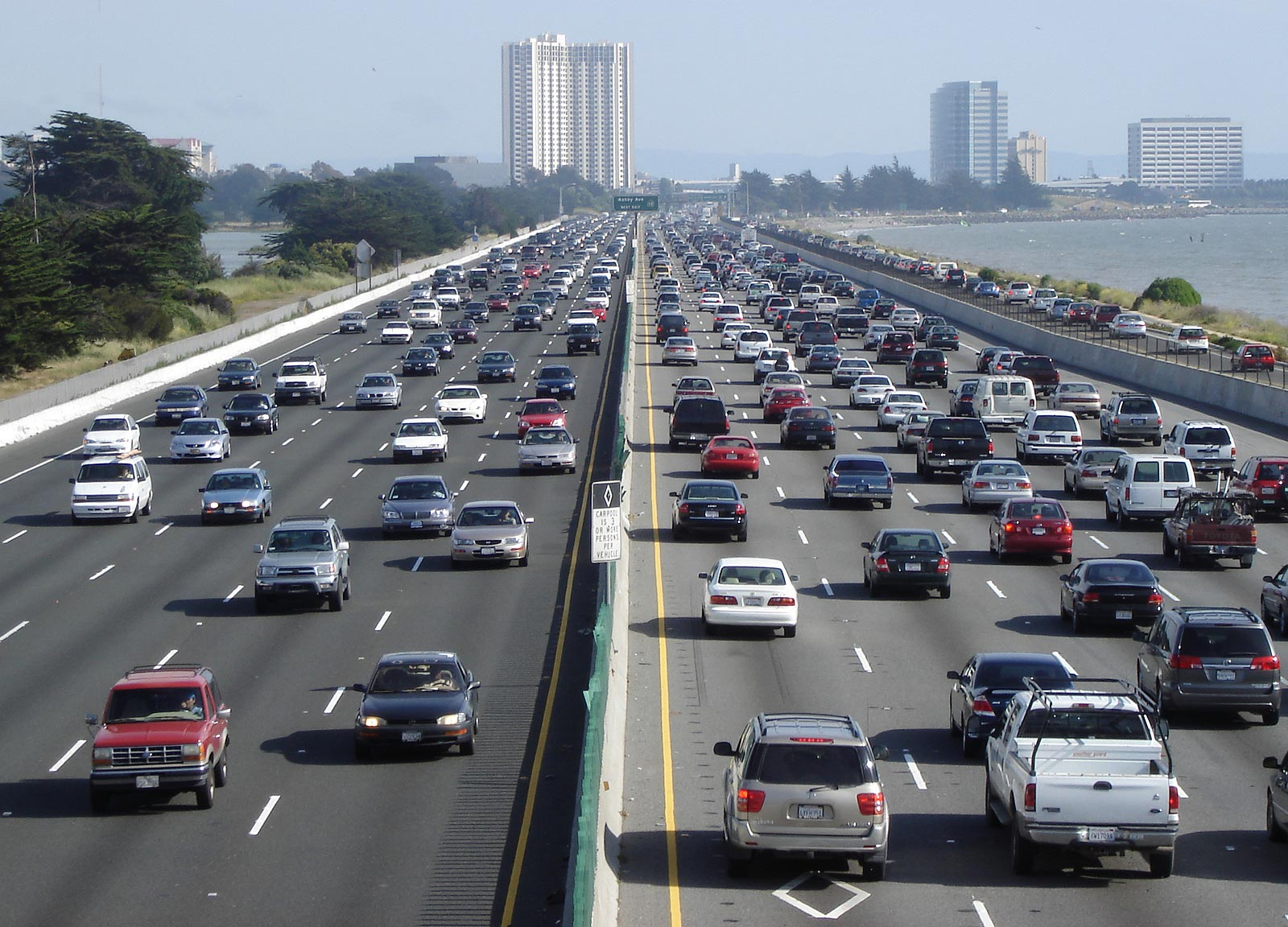
ترافیک در برکلی، کالیفرنیا

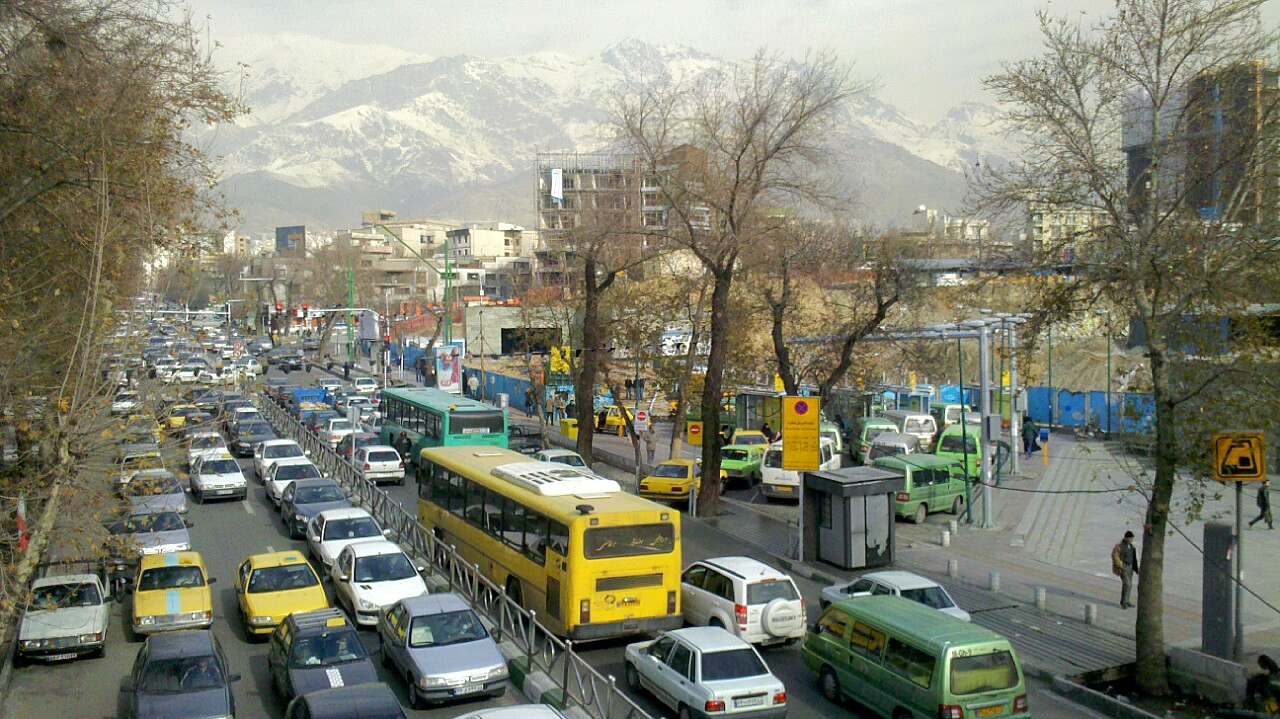
نمایی از یک ترافیک سنگین در خیابان شریعتی حوالی قیطریه تهران.

ترافیک یا شدآمد به معنای رفت‌وآمد جانداران، انسان یا وسایل نقلیه در مسیرهای پیش‌بینی شده و نیز به معنای عبور اطلاعات است.

## ریشه‌شناسی
واژه ترافیک (Traffic) از ریشه ایتالیایی traffico گرفته شده‌است که به معنای تجارت و معامله است. امروزه در برخی ترکیب‌های انگلیسی مانند قاچاق انسان و قاچاق اسلحه از واژه ترافیک استفاده می‌شود.

## کاربردهای ترافیک

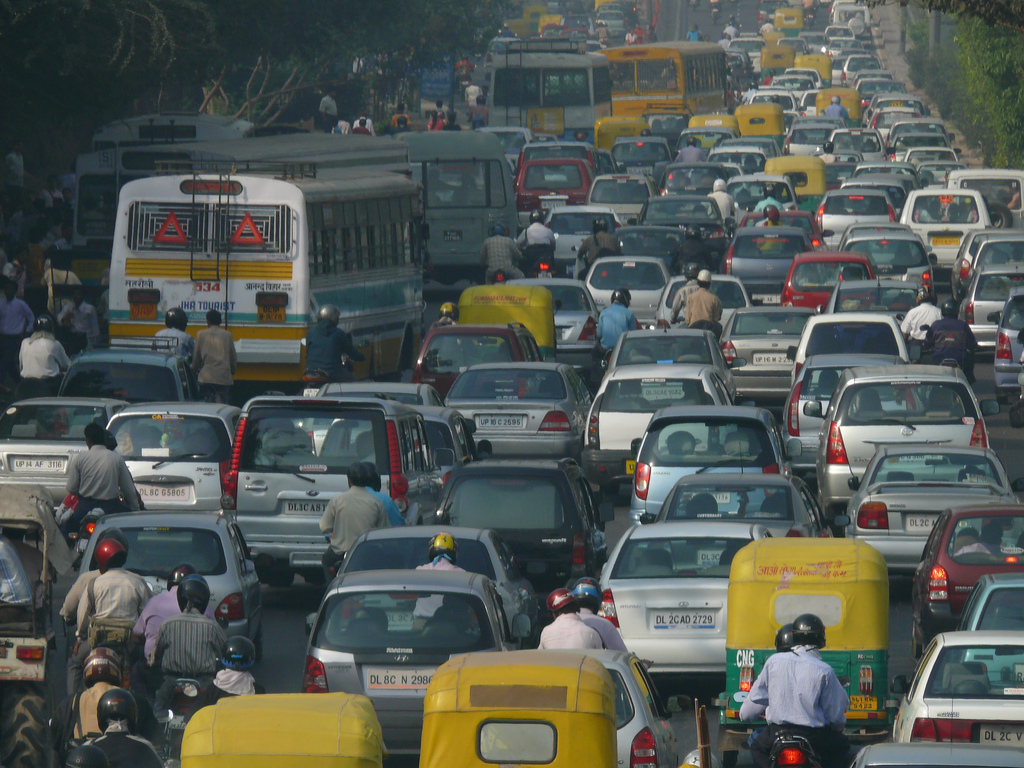
ترافیک در دهلی، هند

در ایران و در زبان فارسی به شلوغی ایجاد شده در اثر استفادهٔ عابران پیاده، جانوران، وسایل نقلیه و غیره ترافیک یا راهبندان گفته می‌شود.
همچنین واژه ترافیک برای عبور اطلاعات و دیتاهای مخابراتی نیز کاربرد دارد. امروز از این واژه بیشتر برای ازدحام وسائل نقلیه و مخابرات استفاده می‌شود.